# مملكة فطاني
مملكة فطاني (بلغة الملايو: Kerajaan Patani) و (باللغة الجاوية: كراجأن ڤتاني) مملكة سابقة في أقصى جنوب تايلاند على الحدود الماليزية، ويرجع أصل سكانها للمجموعة الملايوية المسلمة، ويتكلمون اللغة الملايوية ويكتبونها حتى الآن بأحرف عربية بسبب تأثرهم بالتجار العرب منذ نشأة مملكة فطاني الإسلامية في القرن الثامن الهجري.

## نشأة التسمية
يرى بعض الباحثين أنها سميت باسم شخص يدعى «فأتاني» أي الأب المزارع، وآخرون يرون أنها نسبة للفلاحة أو الزراعة وهي «فتاني»، وأيضا هذا الشاطئ «فاتا ايني» ولا يبعد أن تكون كلمة «فطاني» مرخمة حسب ما هو المعروف الآن، حيث ترخم الأسماء للتخفيف و«فتاني» صارت في النطق العربي «فطاني».

## الإسلام في فطاني
أكثر أهل فطاني متدينون بدين الإسلام، ثمانون بالمائة من عدد السكان وعشرون بالمائة من الغرباء، وهناك عدد كبير من المسلمين يتوزعون في تايلاند، ويعود أصلهم إلى الأسرى الفطانيين الذين حملتهم الجيوش التايلاندية معها عندما كانت تجتاح فطاني.
دخل الإسلام مبكراً عن طريق التجار الذين أتوا من الجزيرة العربية إلى جنوب الهند ثم إلى جزيرة ملايو، وانتشر الإسلام فيها في القرن الخامس الهجري، حتى صار الأمور تحت ظل المسلمين، وفي القرن الخامس عشر الميلادي أسست دولة إسلامية مستقلة في فطاني، وهم أساس مسلمي فطاني ويتمسكون بالعادات والتقاليد الإسلامية.

## تاريخ مملكة فطاني

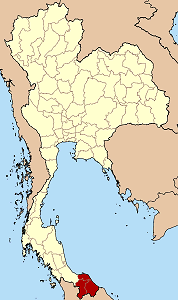
فطاني ما بين (1906-1923)

امتدت مملكة فطاني العظمى منذ اعتناق إسماعيل شاه للإسلام على مساحة شاسعة وبلغت ذروتها في عهد السلطانة راجا بيرو وتعني الملکة الزرقاء حيث شملت حدودها المناطق التي تعرف حاليا بالولايات الجنوبية لتايلند وهي فطاني وناراتيوات ويالا التي كانت تسمي نارا وجالا، وسونغكلا وبالإضافة إلى الولايات الماليزية الحالية ولاية كلنتن وقدح دار الأمان وترغكانو دار الإيمان ولعقود طويلة ظلت العلاقة بين مملكة فطاني وبين جارتها مملكة تايلند التي كانت تسمَى آنذاك بسيام علاقة توتر وحروب أدت في نهاية المطاف إلى سيطرة تايلند على مملكة فطاني بشكل كامل، لكن ضمها الحقيقي تم في عام 1901 من خلال الاتفاقية التي وقّعتها مملكة تايلند مع بريطانيا التي كانت تحتل ماليزيا آنذاك.
وتقضي هذه الاتفاقية بإعطاء ماليزيا ثلاث ولايات من أراضي فطاني وضم الولايات الأربع الأخرى إلى تايلند بشكل رسمي، الأمر الذي أنهى كل المعالم السياسية والجغرافية لمملكة فطاني.

## صراع المملكة مع تايلاند
بدأت تايلاند محاولتها لاستيلاء على فطاني منذ عام 1603 م ولكن المسلمين الفطانيين أفشلوا تلك المحاولة بصمود أهاليها أما الهجمات البوذية التايلاندية، بعد ذلك حاولت الحكومة محاولات متعددة لاستيلاء على فطاني، وفي عام 1786 م تمت السيطرة على فطاني والاستيلاء عليها، وأصبحت فطاني دولة تبعية تدفع الجزية للمملكة التايلاندية، وبعد ذلك توالت الثورات الفطانية لتحرير أراضيها ولعل أعنفها تلك الثورة التي قامت في عام 1822 م والتي فشلت أمام هجمات القوات التايلاندية التي انتقلت إلى أراضي المسلمين، فهدمت ديارهم وخربت البلاد وقتلت الكثير منهم، وقامت بأعمال عنف تجاه شعب فطاني المسلم، وغصبت حقوقهم المشروعة واعتدت على أعراض النساء المسلمة، وقامت بدرس شعائر الإسلام كهدم المساجد والمدارس الدينية وغير ذلك من أعمال العنف وأخذت آلاف المجاهدين والمدنيين الفطانيين إلى عاصمة تايلاند «بانكوك» سيقوا إليها سيرا بالأقدام مقيدين بالسلاسل ومكبلين بالحديد والخيزران في أرجلهم وآذانهم
لذلك هناك نسبة كبيرة من المسلمين في بانكوك يعود أصلهم إلى الأسرى الفطانيون الذين حملتهم الجيوش التايلاندية معها عندما كانت تجتاح فطاني.
منذ ذلك الحين لم تنقطع الثورات الفطانية ضد الاحتلال التايلاندي.
في عام 1902 م ألغت الحكومة التايلاندية حق السيادة للسلاطين الفطانيين وألغت الجزية وجعلها مديرية تابعة لها مباشرة وأعلنت تايلاند بأن فطاني جزء منها بعد عقد الاتفاق مع الإنكليز في عام 1909 م.

### محاولة تحرير فطاني
هناك محاولات متكررة والإتراح لحلول سلمية من قبل الشعب والحركات المسلحة والجبهات التحريرية في فطاني منذ عام 1948 م لنيل حقوقها الأصلية من نير الاستعمار التايلاندي البوذي من أجل التحرير الكامل والاستقلال التام حيث تجسد هذا النضال في الاشتباكات المسلحة العنيفة لمواصلة الكفاح ولكن ألقت الحكومة التايلاندية القبض على زعماء هذه الحركات ومارست القتل الجماعي والإبادة الوحشية تجاه شعب فطاني.
ومنذ عام 2004م نشطت عمليات الکفاح بسبب:
1) قتل المصلين في مسجد کرسيک التاريخي.
2) قتل المتظاهرين وتسبب في هلاك المئات منهم بسبب وضعهم في شاحنات رص بعضهم فوق بعضهم في طريقهم للمعتقل نهار رمضان.
3) اتهام الشباب وعلماء الدين بالإرهاب واعتقالهم بسبب مطالبتهم بالعدالة.

## الموقع الجغرافي
تقع فطاني بين خطي عرض 5-8 شمال خط الاستواء في قلب جنوب شرق آسيا شبه جزيرة الملايو التي تضم ماليزيا وسنغافورة وإندونيسيا وفطاني وهي جزء من جزر الملايو، تحدها ماليزيا من الجنوب وتايلاند من الشمال والمحيط الهندي غرباً وبحر الصين شرقاً.

## المساحة
مساحتها قبل احتلال تايلاند (50,000) خمسون ألف ميل مربع ومساحتها حالياً (16,000) ستة عشر ألف ميل مربع، تتكون من سبعة ولايات وهي: فطاني - جالا - ناراتيوت - ستول بالإضافة إلى نصف ولاية سونجكلا - كلنتن - ترنقانو - قدح، أما باقي المساحات فهي مليئة بالمهاجرين التايلانديين الذين أرسلتهم الحكومة التايلاندية واستوطنتهم للضغط على الشعب الفطاني حتى يجتمعوا في هذه الولايات.

## المناخ والأرض
هي مناخ المناطق الاستوائية على عموم أجواء ماطرة في مواسمها، وأرض خصبة، وغابات كثيفة تغطي مساحات واسعة، فيها أدواح الساج التي هي من أجود وأقوى أنواع الخشب والبامبو والنرجيل (جوز الهند) وغيرها من محصولات الغابات والمزارع من الثمار والفواكه والنباتات.

## السكان
السكان في فطاني هم جزء من الشعب الملايوي عرقياً وتاريخياً ويبلغ عددهم حسب آخر الإحصائيات حوالي ستة ملايين نسمة.

## الحركات الفطانية
هناك عدة حركات تحريرية على رأسها منظمة تحرير فطاني وأهم أعمالها مقاومة البوذية التايلاندية التي تريد محو الإسلام والمسلمين. وكذلك ظهور الحركة الطلابية الفطانية الثورية وهي الاتحاد العام لطلبة الثورة الفطانية وهي فصل من فصائل الثورة الفطانية حيث تقوم بتنظيم الحركة الطلابية الثورية وتوحيد صفوفهم والبحث عن سبل التعاون مع المنظمات الطلابية التقدمية في محاربة الاستعمار والإمبرالية والصهيونية.
اعتبرت حركة فطاني إسرائيل من أكبر أعداءها بسبب العلاقات المميزة بين تايلاند وإسرائيل، إذ أن هذا الكيان قدم المعونات الاستخبارتية والعسكرية لحكومة تايلاند للقضاء على المسلمين في فطاني.
وفي وقتنا الحاضر تظل الحكومة التايلندية ضاغطا على ماهو عليه من تدنيس المقدسات الإسلامية وسفك الدماء وتشريد النساء والأطفال وزعمهم بأن مسلمو فطاني من قوى الإرهابية الملايوية.

## اللغة
يتكلم الفطانيون اللغة الملايوية كسائر دول جنوب شرق آسيا، ماليزيا، وإندونسيا، وسنغافورة، وبروناي لأنهم يرتبطون فيما بينهم ارتباطاً تاريخياً عميقاً وكذلك قوميتهم فهي ملايوية التي هي عنوان للشعب الفطاني المسلم، ويكتبون بالأحرف العربية (جميع الحروف العربية الهجائية) مع زيادة عدد الحروف فيها.

## اقتصاد فطاني
تعد دولة فطاني رغم صغرها من أغنى دول المنطقة بثرواتها الطبيعية والمعدنية كالقصدير والذهب والمطاط الطبيعي والأخشاب وجوز الهند والأرز والأسماك والنفط والغاز الطبيعي وغيرها، فالدخل القومي بالنسبة لهذه الولايات الأربعة أكثر من 35% مقارنة بالدخل العام لتايلاند كلها والتي تحوي 71 محافظة باستثناء فطاني، وخاصة إذا أضيف الاكتشافات الجديدة لحقول البترول والغاز الطبيعي في شواطئ فطاني.
لهذه الأسباب يعتبر الفطانيون تمسك الحكومة التايلاندية بفطاني مهما كان الثمن، وتدافع عن مصالحها فيها بكل الوسائل العسكرية والساسية واستيطان البوذيين لتكون الأغلبية من سكانها.

## السياسة التايلاندية نحو شعب فطاني
لجأت الحكومة التايلاندية إلى تهجير العديد من البوذيين إلى فطاني لتخفيف عدد المسلمين ومنحتهم حق الاستيطان لتضعيف الشعب الفطاني اقتصادياً واجتماعياً، وعزلت فطاني عن العالم الخارجي ومنعت الصحافيين الدوليين من نشر القضية الفطانية واعتبرتها مشكلة داخلية لا تتدخل فيها القانون الدولي، ونشرت المعابد البوذية وتحريف الأماكن وتغييرها وكذلك أسماء أبناء المسلمين وعملت أيضا على:
- توطين المهاجرين التايلانديين البوذيين من الشمال بهدف إحداث خلل في التركيبة السكانية.
- فرض التعليم باللغة السيامية (التايلندية) بدلا من الملايوية والعربية.
- إغلاق الكتاتيب التي تعلم القرآن الكريم.
- اليهود: حيث استقدمت الحكومة عددا من المدرسين اليهود وذلك لبث كراهية العرب في النفوس ومن ثم كراهية المسلمين عامة، ثم تقوم بنشر الدعاية بأن أهل فطاني يفضلون المعلمون اليهود عن غيرهم في التعليم والثقافة وبذلك فتعترض الحكومات المسلمة في تقديم أي مساعدات لأهل فطاني [4]
- إقامة بيوت الدعارة المرخصة والملاهي الليلية.[بحاجة لمصدر]
- العمل على إفقار المنطقة، وتسليم الأراضي الخصبة فيها إلى الأقلية البوذية.
- محاولات لمحو الهوية الإسلامية من خلال قيام السلطات التايلاندية في شن حملات على المساجد الإسلامية وتدميرها الأمر الذي أدى خراب الكثير من *المساجد الأثرية وسائر المعالم التاريخية الإسلامية. ويصل عدد المساجد في فطاني اليوم إلى 385 مسجدًا.